# الاشتباكات الباكستانية الهندية 2025
{{معلومات نزاع عسكري
| اسم_النزاع = المناوشات الحدودية بين الهند وباكستان 2025
| جزء_من = الحروب الباكستانية الهندية ونزاع كشمير
| صورة = Kashmir_map.svg
| عرض_الصورة = 
| تعليق = خريطة منطقة جامو وكشمير المتنازع عليها
| تاريخ = 24 أبريل 2025 – مستمر
شهران و4 أيامٍ
| مكان = خط السيطرة الفعلية، كشمير
| إحداثيات = 
| نوع_الخريطة = 
| خريطة_تضاريس = 
| خط_عرض = 
| خط_طول = 
| حجم_الخريطة = 
| حجم_العلامة = 
| تعليق_الخريطة = 
| عنوان_الخريطة = 
| التغييرات_الحدودية = 
| نتيجة = جاري
| حالة = 
| خصم1 =  باكستان
 لشكر طيبة (زعم الهند)
| خصم2 =  الهند
| خصم3 = 
| قائد1 =  رئيس الوزراء شهباز شريف
 آصف علي زرداري
 خواجة محمد آصف
 عاصم منير
 ساهر شمشاد ميرزا
 ظهير أحمد بابار
| قائد2 =  رئيس الوزراء ناريندرا مودي
 دروبادي مورمو
 راجناث سينغ
 أميت شاه
 أجيت دوفال
| قائد3 = 
| وحدات1 =  القوات المسلحة الباكستانية
- الجيش الباكستاني
- القوات الجوية الباكستانية

 القوات المسلحة المدنية
- - قوات رينجرز الباكستاني
  - شرطة آزاد جامو وكشمير[2]
  - شرطة جيلجيت بالتستان[2]

| وحدات2 =  القوات المسلحة الهندية
- الجيش الهندي
- القوات الجوية الهندية

 قوات الشرطة المسلحة المركزية
 قوة أمن الحدود
خسائر الهند سقوط 6 طائرات
- قوة الشرطة الإحتياطية المركزية[3]

شرطة جامو وكشمير
| وحدات3 = 
| قوة1 = 
| قوة2 = 
| قوة3 = 
| خسائر1 = حسب الهند: تم القبض على جندي باكستاني واحد. تم قتل 70 مسلحًا من لشكر طيبة وجيش محمد.
حسب باكستان:
31 مدنياً قُتلوا، و46 جريحاً. 
| خسائر2 = ""حسب باكستان:"" 
تم إسقاط 3 طائرات رافال و1 طائرة ميج-29 و1 طائرة مقاتلة من طراز سو-30 إم كي آي و1 طائرة بدون طيار
84 ذخيرة متسكعة إسقاطها واعتراض الصواريخ
تم تدمير موقعين لتخزين براهموس واتهمت الهند إرهابيين متمركزين في باكستان بتدبير الكمين، مما أدى إلى تدهور سريع في العلاقات الثنائية. وسرعان ما نشأت أزمة دبلوماسية حيث طردت الهند دبلوماسيين باكستانيين، وعلقت معاهدة مياه نهر السند لأول مرة منذ توقيعها عام 1960، وأغلقت الحدود، وألغت تأشيرات المواطنين الباكستانيين. وردت باكستان، التي أنكرت أي تورط لها، بتعليق اتفاقية شيملا لعام 1972، وإغلاق مجالها الجوي وطرق التجارة مع الهند، وطرد الدبلوماسيين الهنود. وأشار المحللون إلى أن تعليق المعاهدات الرئيسية يمثل انهيارًا غير مسبوق في إطار ما بعد عام 1971 الذي يحكم العلاقات الباكستانية الهندية، وسط عدم استقرار إقليمي أوسع.
بدأت عملية تطويق وتفتيش مشتركة من قبل الجيش الهندي والقوات شبه العسكرية وشرطة جامو كشمير. تم فرض إغلاق مؤقت في باهالجام، وتم نشر مروحيات الجيش الهندي لتعقب المسلحين، الذين ورد أنهم فروا إلى المناطق العليا من سلسلة جبال بير بانجال. في 25 أبريل، هدم الجنود مساكن عائلة شخصين يشتبه في تورطهما في هجوم باهالجام. قُتل جندي هندي وأصيب جنديان آخران خلال تبادل لإطلاق النار مع المتمردين في منطقة باسانتغار في أودامبور.
نفذت القوات الجوية الباكستانية والهندية طلعات جوية مكثفة قرب خط السيطرة الفعلية، مع إصدار خبراء أمنيين تحذيرات من احتمال وقوع عمليات عسكرية كبيرة. أُسر جندي من قوة أمن الحدود الهندية (BSF) ينتمي إلى الكتيبة 182 من قبل قوات رينجرز الباكستانية بعد دخوله عن غير قصد إلى الأراضي الباكستانية عند حدود فيرزبور. وبدأت اجتماعات بين البلدين للتفاوض على إطلاق سراحه.

### 24-25 أبريل
ابتداءً من ليلة 24-25 أبريل 2025، أفاد مسؤولون عسكريون هنود بوقوع مناوشات وتبادل لإطلاق النار في مواقع متعددة على طول خط السيطرة، وهو الحدود الفعلية التي تقسم المنطقة المتنازع عليها. واستمرت المناوشات بين الجانبين في 25 أبريل.
في 25 أبريل 2025، عرض حاسم للقوة عقب هجوم باهالجام الإرهابي، نشرت البحرية الهندية حاملة طائراتها آي إن إس فيكرانت (2013) في بحر العرب، برفقة طائرات مقاتلة من طراز MiG-29K، مما عزز اليقظة البحرية وسط تصاعد التوترات مع باكستان. بالإضافة إلى ذلك، أجرت INS Surat، أحدث مدمرة صواريخ موجهة محلية الصنع في الهند، اعتراضًا ناجحًا بالنيران الحية لهدف صاروخي سريع الحركة، مما يؤكد هيمنة البحرية الهندية والتزامها بالأمن الإقليمي. وبإظهار جاهزية قتالية متقدمة، أطلقت INS Surat بنجاح صاروخًا متوسط المدى من طراز أرض-جو (MRSAM)، واعترضت هدفًا منخفضًا يحلق فوق سطح البحر بدقة.
في 25 أبريل/نيسان، اقترحت كل من إيران والسعودية وتركيا التوسط في حل يهدف إلى خفض التصعيد بين باكستان والهند.

### 26 أبريل
في ليلة 25-26 أبريل، زعمت تقارير من صحيفة تايمز أوف إينديا أن عدة مواقع عسكرية باكستانية أطلقت "إطلاق نار غير مبرر من أسلحة صغيرة" عبر قطاعات مختلفة على طول خط السيطرة. ووفقًا لبيانات الجيش الهندي، ردت قواته "بشكل مناسب بنيران الأسلحة الصغيرة".
في 26 أبريل/نيسان، وقعت اشتباكات عسكرية في منطقة دودو باسانتغار بمقاطعة أودامبور، حيث واجهت قوات الأمن إرهابيين مشتبه بهم. أسفرت المواجهة عن مقتل اثنين من الإرهابيين وواحد من الجيش الهندي.
في الوقت نفسه، دمر أفراد الأمن منزل أحسن الحق شيخ في قرية موران بمنطقة بولواما في 26 أبريل/نيسان، تلاه هدم منزل ذاكر أحمد غاني في مقاطعة كولجام. ويُزعم أن كلا الشخصين مرتبطان بهجوم باهالجام، وفقًا للسلطات الهندية. وأُلقي القبض على اثنين من المشتبه بهم بالتورط في الإرهاب في قرية ثوكربورا بكولجام.
أصدر زعيم حزب الشعب الباكستاني ووزير الخارجية الباكستاني السابق بيلاوال بوتو زرداري بيانًا بشأن تعليق الهند لمعاهدة مياه نهر السند، حيث أعلن: "إما أن تتدفق المياه في هذا النهر، أو أن دمائهم سوف تسيل".
ودعا زعيم حزب المؤتمر الوطني الهندي أوديت راج إلى اتخاذ إجراءات حاسمة، مؤكداً أن "الوقت قد حان لتعليم باكستان درساً"، ودعا إلى تدمير "جميع مخابئ الإرهابيين".

### 27 أبريل
اندلعت اشتباكات عنيفة في وادي ليبا حيث نشرت باكستان أسلحة ثقيلة بما في ذلك نظام المدفعية ذاتية الحركة M110 في المنطقة خلال ليلة 26-27 أبريل.
في 27 أبريل، أفادت صحيفة نيويورك تايمز أن الهند تُحضّر ردًا عسكريًا ضد باكستان بين الدبلوماسيين الأجانب، بدلًا من السعي لتهدئة الوضع . أطلع رئيس الوزراء ناريندرا مودي دبلوماسيين من أكثر من 100 بعثة في نيودلهي على الوضع، مؤكدًا على الروابط التاريخية لباكستان بالجماعات المسلحة. وزعم مسؤولون هنود أن لديهم معلومات استخباراتية تقنية أولية، بما في ذلك بيانات التعرف على الوجوه، تشير إلى وجود صلات بين الجناة وباكستان. ظل رد الفعل الدولي خافتًا، مع انشغال القوى الكبرى بأزمات عالمية أخرى، مما جعل الهند تحت ضغط خارجي ضئيل لتخفيف ردها. وحذر محللون من أنه في حين قد تسعى الهند إلى ضربة انتقامية "مذهلة"، فإن ديناميكية "العين بالعين" بين الجارتين النوويتين تُنذر بتصعيد سريع. ورغم هذه المخاوف، أشار بعض المراقبين إلى أن المواجهة ستبقى على الأرجح ضمن حدود "العداء المُدبّر"، على غرار الأزمات الهندية الباكستانية السابقة.

### 28 أبريل
في 28 أبريل، أعلن وزير الدفاع الباكستاني خواجة آصف أن توغلًا عسكريًا من قبل الجيش الهندي "وشيك" وصرح وزير الاتحاد الهندي رامداس أثاوالي بأن على الهند إعلان الحرب على باكستان إذا رفضت تسليم كشمير التي تحتلها.

### 29 أبريل
أسقطت القوات الباكستانية طائرة هندية بدون طيار رباعية المراوح في منطقة بهيمبر، والتي ورد أنها عبرت خط السيطرة.